# 考波什普洛
考波什普洛，是匈牙利托尔瑙州所辖的一个村。总面积19.80平方公里，总人口913，人口密度46.1人/平方公里（2011年1月1日）。